# Raha Moharrak
Raha Moharrak (arabe : رها محرق), née en 1986 à Djeddah en Arabie saoudite, est la plus jeune arabe et la première femme saoudienne à avoir conquis l'Everest. Auparavant, elle a escaladé le Kilimandjaro, le mont Vinson, l'Elbrouz, l'Aconcagua, le Kala Patthar, le pic d'Orizaba et Iztaccíhuatl.

## Biographie
Raha Moharrak est née à Djeddah, en Arabie saoudite à Hassan Moharrak et est diplômée de l'Université américaine de Sharjah en communication visuelle. Elle poursuit son MBA au campus de Dubaï de l'Université Synergy avec une spécialisation en leadership féminin. Elle vit à Dubaï où elle est graphiste. Elle vient d'une famille quelque peu traditionnelle en Arabie Saoudite, qui selon Human Rights Watch est la seule nation au monde qui décourage activement les filles à participer à des événements sportifs dans les écoles publiques. Selon le CNN, elle a déclaré que « convaincre sa famille de la laisser monter était un défi aussi grand que la montagne elle-même ! ». Mais elle les convint et Raha Moharrak s'entraîne alors durement dans sa quête de l'Everest. 
En février 2013, elle atteint le plus haut sommet chilien, l'Aconcagua, et part au Népal au début avril 2013, se préparant à exécuter son plan de conquête du mont Everest.
En 2013, elle est citée dans la liste des 100 arabes les plus influents de moins de 40 ans.

### Conquête de l'Everest
Elle est rejointe par 34 autres alpinistes et 29 guides pour atteindre le sommet le 18 mai 2013 du côté népalais de la montagne après avoir grimpé toute la nuit depuis le dernier camp du col Sud. Son équipe « Arabs with Altitud » est composée de 4 alpinistes dont le premier homme qatari, Mohammed Al Thani de la famille royale du Qatar et le premier Palestinien Raed Zidan, à tenter d'atteindre le sommet du mont Everest dans le but d'amasser un million de dollars pour éduquer les gens au Népal. Ils atteignent le sommet le 18 mai 2013 par le côté népalais du sommet.
Après son exploit, l'équipe de son expédition a tweeté : « La toute première femme saoudienne à tenter l'Everest a atteint le sommet !! Bravo Raha Moharrak, nous vous saluons. » Parlant de sa réussite, elle a déclaré : « Je ne me soucie pas vraiment d'être la première, tant que cela inspire quelqu'un d'autre à être deuxième ».